# Eugenia Roccella
Eugenia Maria Roccella (Bologna, 15 november 1953) is een politica en journaliste uit Italië. Sinds 22 oktober 2022 is ze minister voor Familiezaken, Geboortebeleid en Gelijke Kansen in het kabinet-Meloni.

## Loopbaan
Eugenia Roccella studeerde moderne literatuur aan de Universiteit Sapienza Rome. Op 18-jarige leeftijd trad ze toe tot vrouwenbeweging, waarvan ze de leider werd. Ze pleitte voor abortus, tegen geweld tegen vrouwen, voor wijziging van het familierecht en voor gelijke kansen. Bij de Italiaanse parlementsverkiezingen van 1979 was ze namens de Radicale Partij (die mede door haar vader Franco Roccella werd opgericht) kandidaat voor de Kamer van Afgevaardigden, maar werd niet gekozen.
In 2000 werd ze journalist en schreef voor onder meer Il Giornale, Libero, Il Foglio en Avvenire. In 2007 was ze samen met Savino Pezzotta woordvoerder van Family Day, een demonstratie ter ondersteuning van het traditionele gezin, georganiseerd door katholieke verenigingen.
Roccella keerde in 2008 terug in de politiek toen ze bij de parlementsverkiezingen werd verkozen als Kamerlid voor de rechtse partij Il Popolo della Libertà. Kort daarna trad de vierde regering van premier Silvio Berlusconi aan, waarin zij staatssecretaris voor Welzijn (2008–2009) en Volksgezondheid (2009–2011) was. In 2013 werd ze als Kamerlid herkozen. Vervolgens was ze lid van verschillende andere rechtse partijen.
Op 22 oktober 2022 werd Roccella namens de partij Fratelli d'Italia beëdigd als minister voor Familiezaken, Geboortebeleid en Gelijke Kansen in het kabinet-Meloni.

## Privé
Roccella is sinds 1976 getrouwd en heeft twee kinderen.